# Alexander Stewart, 2. Earl of Buchan
Alexander Stewart, 2. Earl of Buchan (* nach 1465; † 1505), war ein schottischer Adliger.

## Leben
Er war der einzige Sohn des James Stewart, 1. Earl of Buchan, aus dessen Ehe mit Margaret Ogilvy, Erbtochter des Alexander Ogilvy of Auchterhouse.
Anlässlich seiner ersten Eheschließung mit Isabel Ogilvy, Tochter des James Ogilvy, 1. Lord Ogilvy of Airlie, übertrug ihm sein Vater im Januar 1490 ihm und seiner Gattin die feudale Baronie Kettins in Forfarshire. Nachdem Isabel kinderlos gestorben war, heiratete er vor 1499 in zweiter Ehe Margaret Ruthven († 1548), Tochter des William Ruthven, 1. Lord Ruthven. Anlässlich dieser Eheschließung bestätigte sein Vater ihn und seiner zweiten Gattin erneut die Besitzungen in Kettins.
Beim Tod seines Vaters im Jahr 1499 erbte er dessen Adelstitel als Earl of Buchan und Lord Auchterhouse und wurde am 23. Januar 1500 offiziell mit dessen Ländereien belehnt. Hinsichtlich der zu seinen 1500 erhaltenen Besitzungen gehörenden feudalen Baronie Kingedward in Aberdeenshire wurde 1503 in einem Gerichtsverfahren vor dem schottischen Kronrat (Privy Council) nachträglich entschieden, dass diese seit dem Tod Robert Stewart, 1. Duke of Albany, mangels eines eingesetzten Erbens vakant gewesen sei. Kingedward wurde deshalb König Jakob IV. als Lord of the Isles zugesprochen.
Aus zweiter Ehe hatte er vier Kinder:
- John Stewart (um 1498–1551);
- Sohn (getauft 1501);
- Agnes Stewart;
- Janet Stewart.

Als er 1505 starb, erbte sein Sohn John seine Adelstitel.